# Бактериология
Бактериология e изучаването на бактериите. Това е поддисциплина на микробиологията и включва идентификацията, класификацията и изучаването на характеристиките на бактериалните видове. A person who studies bacteriology is a bacteriologist.

## Бактериология и микробиология
Заради близостта и подобието на мисленето върху и работата с микроорганизми, различни от бактериите като протозоа, гъби и вируси, има тенденция полето на бактериологията да се разширява до микробиология. В миналото термините са били използвани взаимозаменяемо. Въпреки това бактериологията се класифицира като отделна дисциплина.